# بارتونزویل (پنسیلوانیا)
بارتونزویل (به انگلیسی: Bartonsville) یک منطقهٔ مسکونی در ایالات متحده آمریکا است که در پنسیلوانیا واقع شده‌است. بارتونزویل ۲۳۵٫۹۲ متر بالاتر از سطح دریا قرار دارد.